# Naughty but Nice (pel·lícula de 1939)
Naughty but Nice és una pel·lícula de comèdia musical de Warner Bros. de 1939 dirigida per Ray Enright, protagonitzada per Dick Powell i Ann Sheridan i amb Gale Page, Ronald Reagan i Helen Broderick. La història i el guió originals van ser escrits per Richard Macaulay i Jerry Wald, i la pel·lícula inclou cançons amb música de Harry Warren i lletres de Johnny Mercer, així com música adaptada de Bach, Beethoven, Liszt, Mozart, Robert Schumann i Wagner. Ann Sheridan va cantar personalment a la pel·lícula, excepte la cançó "In a Moment of Weakness", en la qual va ser doblada per Vera Van.

## Argument
El professor Donald Hardwick, que dona classes als seus estudiants en contra la música swing i el el jitterbugging, va a la ciutat de Nova York per publicar la seva simfonia, però accidentalment escriu una cançó de swing d'èxit ("Hooray for Spinach, Hooray for Milk") amb la connivència de l'aspirant a lletrista Linda McKay. Després que el professor s'emborratxi accidentalment, Hardwick promet quedar-se a la ciutat de Nova York durant l'estiu i escriure cançons amb McKay, i tenen tres èxits més.
Malauradament, la cantant Zelda Manion aprofita els seus talents per a la seva pròpia avantatge en emborratxar de nou a Hardwick i enganyar-lo perquè signi un contracte amb el seu editor. El seu nou lletrista, Joe Dirk, posa problemes a Hardwick copiant una peça de música clàssica i signant-hi el nom de Hardwick. En el judici de Hardwick, les seves tietes convencen el jutge que la melodia anterior va ser copiada d'una peça encara anterior que ara és de domini públic.

## Repartiment
- Ann Sheridan com Zelda Manion
- Dick Powell com professor Donald Hardwick
- Gale Page com Linda McKay
- Helen Broderick com Martha Hogan
- Ronald Reagan com Eddie Clark
- Allen Jenkins com Joe Dirk
- ZaSu Pitts com Penelope Hardwick
- Maxie Rosenbloom com Killer
- Jerry Colonna com Allie Gray
- Lluís Alberni com Stanislaus Pysinski
- Vera Lewis com Annabella Hardwick
- William B. Davidson com Samuel "Simsy" Hudson
- Granville Bates com jutge Kennith B. Walters
- Halliwell Hobbes com Dean Burton

## Producció
Naughty but Nice tenia els títols provisionals de "Professor Steps Out" i "Always Leave Them Laughing".
Després de set anys i 37 pel·lícules, el cantant Dick Powell estava cansat de ser encastat amb els mateixos papers per la Warner Bros., per la qual cosa es va negar a plegar fins que s'acabés el contracte: Naughty but Nice va ser la seva darrera pel·lícula per a l'estudi, que va respondre no estrenant-la. Un any més tard van canviar d'opinió quan Ann Sheridan va començar a rebre molta publicitat i va ser titllada de "The Ooomph Girl". Per treure'n profit, van llançar finalment Naughty but Nice.